# Mistrzostwa Afryki w Strzelectwie 1999
Mistrzostwa Afryki w Strzelectwie 1999 – szóste mistrzostwa Afryki w strzelectwie, które rozegrano w egipskim Kairze. 
Rozegrano jedenaście konkurencji męskich i sześć konkurencji żeńskich. Zawody wyraźnie zdominowali gospodarze, którzy zdobyli 42 spośród 51 medali. Na podium tychże mistrzostw stawali jeszcze reprezentanci RPA (8 medali). Epizod na podium mistrzostw zanotowała jeszcze reprezentacja Namibii. Najlepszy wynik osiągnęła Mona El-Hawary, która zdobyła trzy złote medale.

## Klasyfikacja medalowa
Gospodarze mistrzostw
| Pozycja | Kraj              | Złoto | Srebro | Brąz | Łącznie |
| ------- | ----------------- | ----- | ------ | ---- | ------- |
| 1       | Egipt             | 14    | 15     | 13   | 42      |
| 2       | Południowa Afryka | 3     | 2      | 3    | 8       |
| 3       | Namibia           | 0     | 0      | 1    | 1       |

## Medaliści

### Mężczyźni
| Konkurencja                              | Złoto              | Wynik              | Srebro             | Wynik              | Brąz              | Wynik              |
| Karabin dowolny leżąc, 50 metrów         | Corne Basson       | 587+101,6 (688,6)  | Jaco Henn          | 585+101,4 (686,4)  | Mohamed Farouk    | 581+100,7 (681,7)  |
| Karabin pneumatyczny, 10 metrów          | Muhammad Abd Allah | 590+102,9 (692,9)  | Radża’i Imara      | 582+100,3 (682,3)  | Paul Clinton      | 580+96,4 (676,4)   |
| Pistolet standardowy, 25 metrów          | Raouf Omar         | 561                | Hazem Hosny        | 556                | Almaz Wael        | 553                |
| Pistolet pneumatyczny, 10 metrów         | Hossam Abdraboh    | 569+98,3 (667,3)   | Tarik Zaki         | 567+98,0 (665,0)   | Sherif Salaheldin | 562+97,4 (659,4)   |
| Karabin dowolny, trzy pozycje, 50 metrów | Jaco Henn          | 1146+95,0 (1241,0) | Muhammad Abd Allah | 1134+94,2 (1228,2) | Radża’i Imara     | 1128+91,7 (1219,7) |
| Pistolet dowolny, 50 metrów              | Walyd El-Hossiny   | 538+92,1 (630,1)   | Hossam Abdraboh    | 538+88,8 (626,8)   | Sherif Salaheldin | 531+91,8 (622,8)   |
| Pistolet szybkostrzelny, 25 metrów       | Hazem Hosny        | 570+95,5 (665,5)   | Imad al-Dżindi     | 571+91,6 (662,6)   | Raouf Omar        | 563+93,9 (656,9)   |
| Pistolet centralnego zapłonu, 25 metrów  | Lu’ajj Karram      | 578                | Almaz Wael         | 567                | Hazem Hosny       | 566                |
| Trap                                     | Frans Swart        | 110+20 (130)       | Adham Medhat       | 107+21 (128)       | Mathys Potgieter  | 106+22 (128)       |
| Trap podwójny                            | Aiman Mazhar       | 123+45 (168)       | Etienne Cilliers   | 119+42 (161)       | Gaber Hafiza      | 120+38 (158)       |
| Skeet                                    | Khaled Sabet       | 120+24 (144)       | Mostafa Hamdy      | 119+23 (142)       | Mohamed Khorched  | 118+21 (139)       |

### Kobiety
| Konkurencja                      | Złoto            | Wynik            | Srebro               | Wynik            | Brąz              | Wynik            |
| Karabin pneumatyczny, 10 metrów  | Marwa Soltan     | 377+98,1 (475,1) | Yasmine Abd El-Rehim | 376+97,9 (473,9) | Val Martin        | 375+98,0 (473,0) |
| Pistolet pneumatyczny, 10 metrów | Nermin El-Samahy | 370+92,1 (462,1) | Nesrin El-Sabbahy    | 366+90,6 (456,6) | Hebatallah Sherif | 358+95,2 (453,2) |
| Pistolet dowolny, 25 metrów      | May Mohamed      | 552+96,3 (648,3) | Nesrin Ezeldin       | 520+97,3 (617,3) | Hoda Khatab       | 470+93,2 (563,2) |
| Trap                             | Mona El-Hawary   | 47+17 (64)       | Dina Essam           | 44+13 (57)       | Rae de Lange      | 39+11 (50)       |
| Trap podwójny                    | Mona El-Hawary   | 73+24 (97)       | Dina Essam           | 55+19 (74)       | Nazly Mokhtar     | 48+14 (62)       |
| Skeet                            | Mona El-Hawary   | 40+13 (53)       | Amira Aboushokka     | 35+11 (46)       | Indji Ayad        | 37+8 (45)        |